# Baisuntau
La catena montuosa del Baisuntau (in uzbeko Boysuntogʻ; in russo Байсунтау) è il proseguimento sud-occidentale dei monti Gissar, nel sud-est dell'Uzbekistan. A loro volta questa prosegue in direzione sud-ovest con la catena del Kugitangtau.
Il Baisuntau si estende per una lunghezza di circa 150 km in direzione nord-est/sud-ovest. Culmina a 4424 m. Dai suoi versanti nord-occidentali e settentrionali nascono diversi affluenti di sinistra del Kashkadarya, tra cui l'Akdarya. Il versante sud-orientale è drenato dal sistema fluviale del Surkhandarya.
La catena montuosa è costituita da calcare, arenaria e argilla. La parte inferiore delle pendici è ricoperta da una vegetazione di tipo semidesertico; più in alto si trovano foreste di ginepro e prati alpini.
All'estremità meridionale della catena montuosa si trova la grotta di Teshik-Tash, celebre sito archeologico. Altre grotte della regione sono quelle di Boi-Bulok (14,2 km di lunghezza, 1415 m di profondità), di Festivalnaya (16 km di lunghezza, 625 m di profondità) e la grotta Dark Star (9,5 km di lunghezza, 858 m di profondità).